# UCI Oceania Tour 2005-2006
El UCI Oceania Tour 2005-2006 fue la segunda edición del UCI Oceania Tour. Se llevó a cabo de octubre de 2005 a septiembre de 2006 donde se disputaron 7 competiciones por etapas en dos modalidades, pruebas por etapas y pruebas de un día, otorgando puntos a los primeros clasificados de las etapas y a la clasificación final; incorporándose respecto a la temporada anterior el resto de pruebas profesionales del continente que quedaron fuera de las fechas de dicho calendario: Herald Sun Tour, Melbourne to Warrnambool Classic y los campeonatos continentales. Además, a pesar de no estar en el calendario, también puntuaron los campeonatos nacionales con un baremo dependiendo el nivel ciclista de cada país. 
El ganador a nivel individual fue el neozelandés Gordon McCauley, por equipos triunfó el Successfulliving.com de Estados Unidos, mientras que por países fue Australia quién obtuvo más puntos.

## Calendario
Contó con las siguientes pruebas, tanto por etapas como de un día.

### Octubre 2005
| Fecha   | Carrera                          | Cat. | Ganador         | Equipo del ganador   |
| ------- | -------------------------------- | ---- | --------------- | -------------------- |
| 9 al 15 | Herald Sun Tour                  | 2.1  | Simon Gerrans   | Ag2r Prévoyance      |
| 22      | Melbourne to Warrnambool Classic | 1.2  | Jonas Ljungblad | Amore & Vita-Beretta |

### Noviembre 2005
| Fecha   | Carrera           | Cat. | Ganador         | Equipo del ganador   |
| ------- | ----------------- | ---- | --------------- | -------------------- |
| 7 al 12 | Tour de Southland | 2.2  | Gordon McCauley | Trek-Zookeepers Cafe |

### Diciembre 2005
| Fecha | Carrera                          | Cat. | Ganador         | Equipo del ganador         |
| ----- | -------------------------------- | ---- | --------------- | -------------------------- |
| 3     | Campeonato Oceánico Contrarreloj | CC   | Gordon McCauley | Selección de Nueva Zelanda |
| 4     | Campeonato Oceánico en Ruta      | CC   | Gordon McCauley | Selección de Nueva Zelanda |

### Enero 2006
| Fecha    | Carrera                   | Cat. | Ganador         | Equipo del ganador |
| -------- | ------------------------- | ---- | --------------- | ------------------ |
| 17 al 22 | Tour Down Under           | 2.HC | Simon Gerrans   | Ag2r Prévoyance    |
| 25 al 29 | Trust House Cycle Classic | 2.2  | Hayden Roulston | Subway             |

## Clasificaciones

### Individual
| Posición | Ciclista          | Puntos |
| -------- | ----------------- | ------ |
| 1        | Gordon McCauley   | 180,66 |
| 2        | Logan Hutchings   | 105    |
| 3        | Clinton Avery     | 100    |
| 4        | Phillip Thuaux    | 78,2   |
| 5        | Dominique Perras  | 76,2   |
| 6        | Russell Van Hout  | 75,2   |
| 7        | Wesley Sulzberger | 71,2   |
| 8        | Timothy Gudsell   | 62,66  |
| 9        | David McCann      | 52     |
| 10       | Gregory Henderson | 51,66  |

### Equipos
| Posición | Equipo                         | Puntos |
| -------- | ------------------------------ | ------ |
| 1        | Successfulliving.com           | 410    |
| 2        | Southaustralia.com-AIS         | 262    |
| 3        | Drapac Porsche                 | 251    |
| 4        | Savings & Loans                | 171,32 |
| 5        | Health Net presented by Maxxis | 165    |

| 6  | Kodakgallery.com          | 110   |
| 7  | DFL-Cyclingnews-Litespeed | 76,66 |
| 8  | Giant Asia Racing         | 67    |
| 9  | Marco Polo                | 50    |
| 10 | Unibet.com                | 15,66 |

### Países
| Posición | País          | Puntos |
| -------- | ------------- | ------ |
| 1        | Australia     | 1532,6 |
| 2        | Nueva Zelanda | 940,44 |